# Russisk mesterskab i ishockey 2019-20
Det russiske mesterskab i ishockey 2019-20 var baseret på resultaterne af KHL 2019-20 og blev altså ikke afviklet som en selvstændig turnering. Normalt blev resultaterne af KHL-slutspillet om Gagarin-pokalen anvendt som grundlag for kåringen af den russiske mester, men slutspillet blev i første omgang afbrudt og senere helt aflyst pga. COVID-19-pandemien.
Ruslands ishockeyforbund valgte imidlertid alligevel at kåre en russisk mester ud fra resultaterne af de afviklede kampe i grundspillet og slutspillets første runde. Men eftersom KHL-sæsonen ikke blev færdigspillet, blev der udviklet et særligt sæt kriterier, som holdene blev rangeret efter.
Ud fra disse kriterier kårerede forbundet CSKA Moskva som russisk mester for anden sæson i træk. Ak Bars Kazan og SKA Sankt Petersborg delte sølvmedaljerne, mens bronzemedaljerne blev vundet af HK Dynamo Moskva.

## Slutspillet om Gagarin-pokalen
Efter at første runde af slutspillet var blevet afviklet som planlagt, meddelte Jokerit den 14. marts 2020, at holdet trak sig fra resten af slutspillet om Gagarin-pokalen på grund af den igangværende pandemi. To dage senere meddelte Barys, at holdet ligeledes trak sig fra slutspillet om Gagarin-pokalen. Den 17. marts 2020 meddelte ligaen først, at slutspillet blev afbrudt i en uge for at beslutte et nyt format for resten af slutspillet med de resterende seks russiske hold, efter at Jokerit og Barys havde trukket deres hold ud af turneringen. Senere på dagen udsendte den en ny meddelelse om, at resten af slutspillet var sat på pause indtil den 10. april. På det tidspunkt manglede man at afvikle de fire konferencesemifinaler, de to konferencefinaler og finalen om Gagarin-pokalen. På grund af den eskalerende pandemi blev resten af slutspillet den 25. marts 2020 helt aflyst. Den 7. maj 2020 bekendtgjorde ligaen, at der ikke ville blive kåret en mester i denne sæson, da man ikke havde nogle objektive og retfærdige kriterier at kåre en mester (og dermed vinder af Gagarin-pokalen) ud fra.

## Samlet rangering
Den russiske mester blev kåret ud fra resultaterne af de afviklede kampe i grundspillet og slutspillets første runde. Men eftersom sæsonen ikke blev færdigspillet, blev der udviklet et særligt sæt kriterier, som holdene blev rangeret efter:
1. Hvor langt holdet nåede i slutspillet om Gagarin-pokalen.
2. Antal point opnået i grundspillet.
3. Antal vundne kampe i grundspillet.
4. Indbyrdes opgør i grundspillet.

| Plac. | Hold                       | Slutspil                | Grundspil | Grundspil    | Grundspil          |
| Plac. | Hold                       | Slutspil                | Point     | Vundne kampe | Indbyrdes opgør    |
| ----- | -------------------------- | ----------------------- | --------- | ------------ | ------------------ |
| 1.    | CSKA Moskva                | Konferencesemifinalist  | 94        |              |                    |
| 2.    | SKA Sankt Petersborg       | Konferencesemifinalist  | 93        | 44           | 1 sejr, 1 nederlag |
| 2.    | Ak Bars Kazan              | Konferencesemifinalist  | 93        | 44           | 1 sejr, 1 nederlag |
| 3.    | Dynamo Moskva              | Konferencesemifinalist  | 82        |              |                    |
| 4.    | Sibir Novosibirsk          | Konferencesemifinalist  | 74        |              |                    |
| 5.    | Salavat Julajev Ufa        | Konferencesemifinalist  | 68        |              |                    |
| 6.    | Avangard Omsk              | Konferencekvartfinalist | 83        |              |                    |
| 7.    | Avtomobilist Jekaterinburg | Konferencekvartfinalist | 78        |              |                    |
| 8.    | Spartak Moskva             | Konferencekvartfinalist | 77        |              |                    |
| 9.    | Lokomotiv Jaroslavl        | Konferencekvartfinalist | 73        |              |                    |
| 10.   | Metallurg Magnitogorsk     | Konferencekvartfinalist | 65        | 28           |                    |
| 11.   | Vitjaz                     | Konferencekvartfinalist | 65        | 27           |                    |
| 12.   | Torpedo Nizjnij Novgorod   | Konferencekvartfinalist | 64        | 29           |                    |
| 13.   | Neftekhimik Nizjnekamsk    | Konferencekvartfinalist | 64        | 28           |                    |
| 14.   | Amur Khabarovsk            | Ikke kvalificeret       | 62        |              |                    |
| 15.   | Sotji                      | Ikke kvalificeret       | 59        |              |                    |
| 16.   | Severstal Tjerepovets      | Ikke kvalificeret       | 58        |              |                    |
| 17.   | Traktor Tjeljabinsk        | Ikke kvalificeret       | 56        | 25           |                    |
| 18.   | Admiral Vladivostok        | Ikke kvalificeret       | 56        | 26           |                    |